# Parque nacional Ulaagchini Jar Nuur
El parque nacional Ulaagchini Jar Nuur (en mongol: Улаагчийн Хар Нуур) se centra en dos grandes lagos de agua dulce, el lago Bayan al oeste y el lago Ulaagchin Jar (literalmente Lago Negro) a 50 km al este, en el centro-oeste de Mongolia. El particular 'Lago Jar' de este parque se encuentra en la provincia de Zavhan, ubicado en una depresión al oeste de las montañas Tarbagatai. El parque está rodeado de dunas de arena y montañas.

## Topografía
Ambos lagos están ubicados en el área de la Depresión de los Grandes Lagos en el oeste de Mongolia, con la cordillera Tarbagatai de las montañas Jangai inmediatamente al este. El mayor de los lagos, Ulaagchini Jar Nuur, es de agua dulce y está bordeado por dunas de arena y colinas locales al sur. Tiene 23 km de oeste a este y 5 km de norte a sur, y tiene un pequeño lago, el lago Baga, al noroeste. A 60 km al oeste se encuentra el lago Bayan. Los lagos están a una altitud de unos 2000 metros.

## Clima y ecorregión
El clima característico de la zona es clima semiárido frío (clasificación climática de Köppen (BSk)). Este clima es característico de los climas esteparios intermedios entre los climas húmedos del desierto, y normalmente las precipitaciones están por encima de la evapotranspiración. Al menos un mes promedia temperaturas de menos de 0 °C (32,0 °F). La precipitación media en la región es de 76 a 158 mm/año.

## Flora y fauna
La flora y la fauna de la zona es típica de la que se puede encontrar en un semidesierto frío. Se han observado varias aves acuáticas raras en el sitio, incluida la en peligro de extinción malvasía cabeciblanca (Oxyura leucocephala), la vulnerable avutarda común (Otis tarda) y la vulnerable tarabilla de Hodgson (Saxicola insignis).